# Wasserturm Schanzengraben

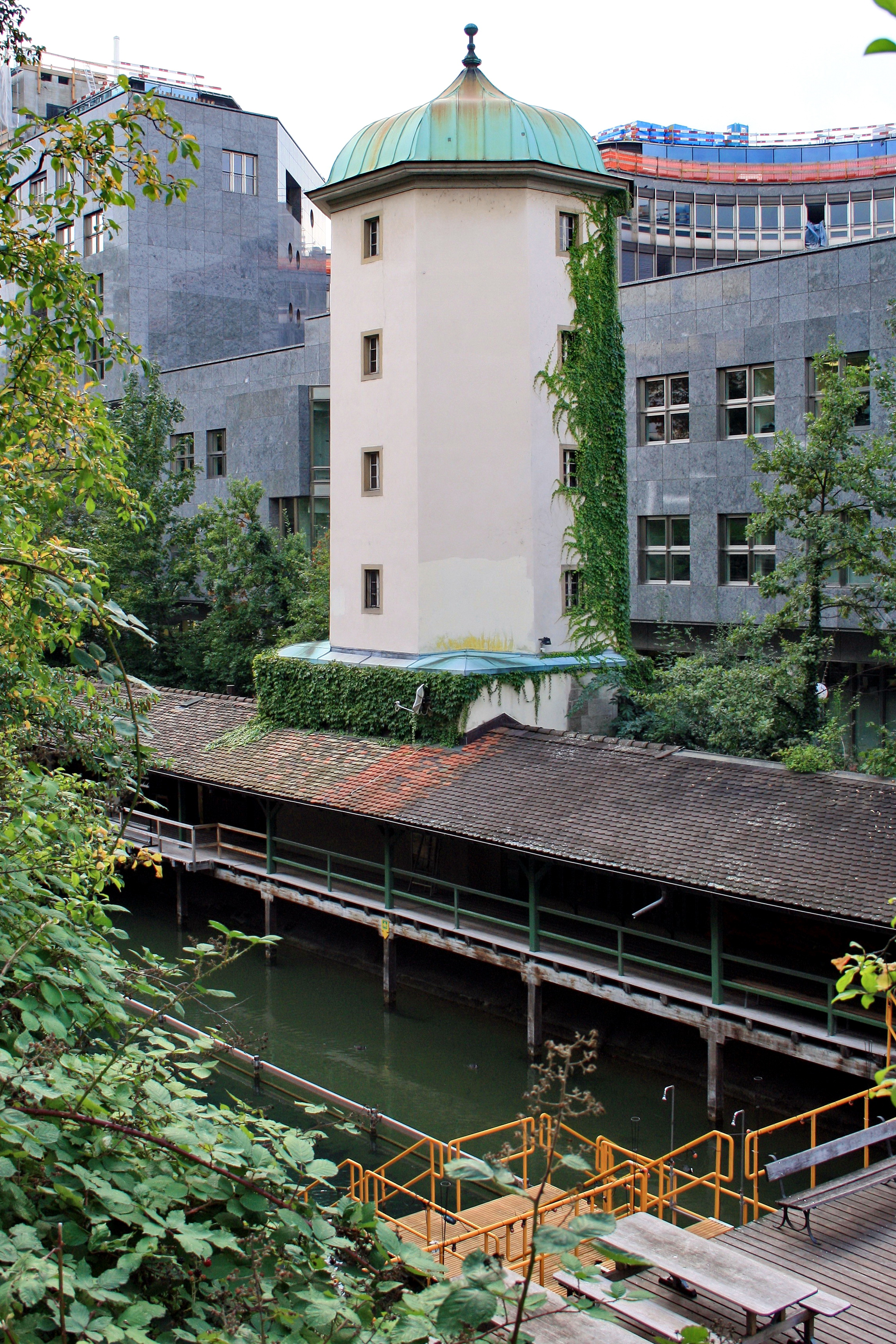
Alter Wasserturm, dahinter die Neue Börse, davor das Männerbad Schanzengraben

Der Wasserturm Schanzengraben, auch Alter Wasserturm, ist ein historischer Wasserturm am Schanzengraben am Rande der Altstadt von Zürich. 
Der achteckige Turm an der Schanzengrabenpromenade 110 hinter der neuen Börse direkt neben dem Männerbad Schanzengraben war nicht Teil der alten Stadtbefestigung. In ihm war ein Hochbehälter für die private Wasserversorgung mehrerer Häuser im Talacker untergebracht. In diesem Quartier setzte anfangs des 18. Jahrhunderts eine rege Bautätigkeit ein, es gab damals aber noch keine öffentliche Wasserversorgung. Einige Bürger taten sich zusammen und finanzierten privat den Bau des Wasserturms zur Versorgung ihrer Privathäuser. 
Der 1724 errichtete Turm enthielt zudem ein Wasserrad, welches das Wasser für das Reservoir aus dem Schanzengraben pumpte. Vom Reservoir führten bleierne Wasserleitungen in die Privathaushalte. Die Stadt kaufte die Anlage 1862 von den Privateigentümern für 10'000 Fr. ab und schloss die Liegenschaften an die allgemeine Wasserversorgung an. Das nicht mehr genutzte Bauwerk verfiel und wurde in den 1930er-Jahren wieder instand gesetzt. Seit da dient es dem Wasserfahrverein Zürich als Bootslager.